# Mohamed Taki Abdoulkarim
Pour les articles homonymes, voir Taki et Abdoulkarim.
Mohamed Taki Abdoulkarim, né le 20 février 1936 à Mbéni (Grande-Comore, dans l'archipel des Comores) et mort le 6 novembre 1998 à Moroni, est un homme d'État comorien, président de la République du 25 mars 1996 à sa mort.

## Biographie
Mohamed Taki Abdulkarim est issu d'une famille noble arabe nommé les Ba Wazir descendant de la dynastie des Abbassides il est le petit fils direct du sultan Djumbe Fumu  et le fils de Abdoulkarim wa Djumbe Fumu surnommé Chiriss riche propriétaire terrien de Mbeni. Il part faire ses études à Madagascar puis en France où il obtient un diplôme d'ingénieur en travaux publics. De retour aux Comores, Said Mohamed Cheikh le nomme responsable des travaux publics à Anjouan ou il fait la connaissance d'Ahmed Abdallah.

### Carrière politique
- 1970 : ministre du Développement (deuxième gouvernement de Said Ibrahim Ben Ali)
- 1971 : ministre de l'Éducation
- 1972 : ministre du Développement rural (gouvernement de Saïd Mohamed Jaffar)
- 1973 : ministre de l'Équipement (gouvernement d'Ahmed Abdallah)
- 1975 : ministre de l'Intérieur

Il se réfugie à Mbéni lors du régime d'Ali Soilih, résiste par une pratique de désobéissance civile, et finit en prison après l'intervention des mercenaires.
- 1978 : secrétaire du Conseil du directoire présidé par Ahmed Abdallah
- 1978-1984 : président de l'Assemblée fédérale

Il rompt avec Abdallah et se réfugie en France.
- 1990 : retour au pays et candidat aux élections après la mort d'Abdallah ; Said Mohamed Djohar élu après 3 tours car des fraudes ont été commises
- 1992 : vu comme l'homme de la France dont Djohar essaie de se rapprocher; nommé responsable de l'action gouvernementale
- 1995 : prend le pouvoir avec Said Ali Kemal après le coup d'État de Bob Denard
- 1996 : élu président de la République fédérale islamique des Comores
- 1998 : décède dans des circonstances qui paraissent étranges (les soupçons allaient naturellement vers Bob Denard dont Taki avait peu de temps auparavant refusé le retour)

Le bilan de son action en tant que président est vivement critiqué : les pénuries qui se sont multipliées et systématisées, l'indépendance d'Anjouan qui a été déclaré ainsi que le musellement total de la presse et des partis d'opposition n'ont pas laissé un bon souvenir. Son gouvernement s'est accompagné aussi d'un certain nombre de mesures symboliques car souvent inapplicables, marquant un désir de retour vers l'islam : interdiction de vente d'alcool, des mini-jupes, remplacement systématique des mots d'origine française par des mots d'origine arabe dans les discours, etc. Après sa mort, le pays entre alors dans une période d'instabilité politique et institutionnelle qui conduira à un nouveau coup d'État en 1999. 